# آآ آشالنسیس
آآ آشالنسیس (نام علمی: Aa achalensis) نام یک گونه از سرده آآ است.